# Pic à ventre blanc
Dryocopus javensis
Espèce
Statut de conservation UICN

 LC  : Préoccupation mineure
Statut CITES
Le Pic à ventre blanc (Dryocopus javensis) est une espèce d'oiseaux appartenant à la famille des Picidae qui vit dans les forêts tropicales asiatiques, principalement en Inde et en Asie du Sud-Est.

## Description
C'est un grand pic qui vit dans diverses forêts y compris dans les pinèdes et les bambouseraies. 
Le pic à ventre blanc trouve sa nourriture dans les arbres morts ou en décomposition. Il pique et tambourine sur les troncs pour décoller et arracher l’écorce afin d'y capturer des insectes xylophages. En outre, il mange des larves d'insectes, des coléoptères, des fourmis, des termites... et quelques fruits.
Il creuse son nid dans le tronc d'un arbre.

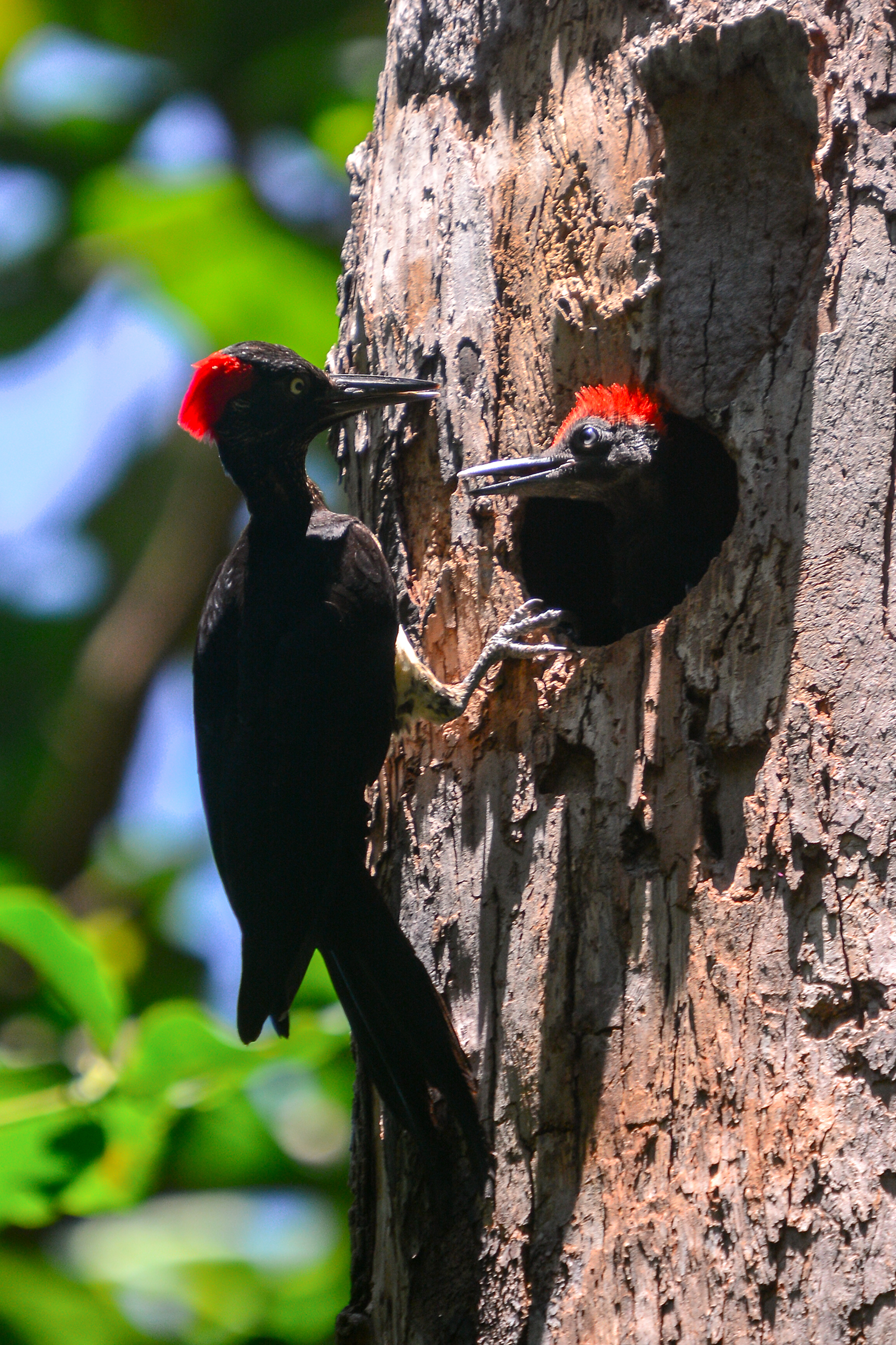

## Sous espèces
Dryocopus javensis Horsfield
Dryocopus javensis Richardsi